# Theo Jung (Historiker)
Theo Jung (eigentl. Theodorus Johannes Jung; * 1. August 1981 in Heerlen, Niederlande) ist ein niederländischer Historiker. Er ist Professor für Neuere und Neueste Geschichte an der Martin-Luther-Universität Halle-Wittenberg.

## Leben und Wirken
Nach dem Abitur studierte Jung von 1999 bis 2006 Geschichte und Philosophie an der Universität Leiden und an der Humboldt-Universität zu Berlin. Anschließend wechselte er an die Universität Bielefeld, wo er 2010 mit einer von Willibald Steinmetz betreuten semantischen Arbeit zur Entstehung der Kulturkritik im 18. und frühen 19. Jahrhundert promoviert wurde. Die Studie wurde mit dem Dissertationspreis der Westfälisch-Lippischen Universitätsgesellschaft ausgezeichnet. 2008 war Jung Marie Curie Fellow an der École Normale Supérieure in Paris. Von 2011 bis 2022 war Jung Wissenschaftlicher Assistent am Lehrstuhl für Neuere und Neueste Geschichte Westeuropas an der Albert-Ludwigs-Universität Freiburg bei Jörn Leonhard. 2021 habilitierte er sich in Freiburg mit einer Studie über Die Politik des Schweigens im Europa des langen 19. Jahrhunderts. 2014 war Jung Karl-Ferdinand-Werner Fellow am Deutschen Historischen Institut in Paris, anschließend bis 2015 Postdoctoral Fellow am Deutschen Historischen Institut in London. Seit Juli 2022 ist Jung als Nachfolger von Manfred Hettling Professor für Neuere und Neueste Geschichte an der Universität Halle-Wittenberg.

## Auszeichnungen
- 2010: Dissertationspreis der Westfälisch-Lippischen Universitätsgesellschaft[4]
- 2017: French History Article Prize, Society for the Study of French History[5]
- 2022: Wolf-Erich-Kellner-Preis, Friedrich-Naumann-Stiftung für die Freiheit[6]

## Schriften (Auswahl)
- Zeichen des Verfalls. Semantische Studien zur Entstehung der Kulturkritik im 18. und frühen 19. Jahrhundert. Vandenhoeck & Ruprecht, Göttingen u. a. 2012, ISBN 3-525-36717-1 (Teilw. zugl.: Bielefeld, Univ., Diss., 2010).
- als Herausgeber: Zwischen Handeln und Nichthandeln. Unterlassungspraktiken in der europäischen Moderne. Campus Verlag, Frankfurt a. M./New York 2019, ISBN 3-593-51006-5.
- Qui tacet. Die Politik des Schweigens im Europa des langen 19. Jahrhunderts. Freiburg (Breisgau), Univ., Habil.-Schr., 2021.